# Karl Marberger
Karl Marberger (* 10. August 1910 in Umhausen; † 15. Oktober 1995 in Innsbruck) war ein österreichischer Politiker (ÖVP) und Gastwirt. Er war von 1958 bis 1962 Mitglied des Bundesrates und von 1962 bis 1970 Abgeordneter zum Österreichischen Nationalrat.
Marberger besuchte nach der Volksschule die Bürgerschule und danach die Handelsschule in Mehrerau. Er absolvierte in der Folge eine gastgewerbliche Fachausbildung in der Hotelfachschule Union Helvetia in Luzern. Am 27. Juni 1938 beantragte er die Aufnahme in die NSDAP und wurde rückwirkend zum 1. Mai desselben Jahres aufgenommen (Mitgliedsnummer 6.281.351), was eine Tätigkeit als „Illegaler“ nahelegt. Zudem wurde er Mitglied der SA und hatte in einer Ortsgruppe die Dienststellung des Presseleiters. 1943 übernahm er den elterlichen Hotelbetrieb. Nach dem Zweiten Weltkrieg engagierte er sich als Fachgruppenvorsteher der Sektion Gast- und Schankbetriebe Tirols und war stellvertretender Landesgruppenobmann des Österreichischen Wirtschaftsbundes für Tirol. Des Weiteren war er als Mitglied des Tiroler Landesverkehrsrates und Bezirksobmann der Bezirksstelle der Kammer der gewerblichen Wirtschaft in Imst tätig. Er vertrat die ÖVP vom 29. Mai 1958 bis zum 14. Dezember 1962 im Bundesrat, wo er zwischen dem 1. Juli 1958 und dem 31. Dezember 1958 den Vorsitz führte. Zudem war er vom 14. Dezember 1962 bis zum 31. März 1970 Abgeordneter zum Nationalrat. 